# Irati Mogollón García
  Irati Mogollón García    (Lezo, 16 de juliol de 1991) és una sociòloga basca.
Graduada en Sociologia a la Universitat del País Basc, se centra principalment en l'economia feminista, la sostenibilitat de la vida i l'urbanisme feminista. És coautora de Arquitecturas del cuidado. Hacia un envejecimiento activista («Arquitectures de la cura. Cap a un envelliment activista») que tracta sobre el futur de la vellesa i planteja un model d’habitatge entre altres pràctiques per empoderar-se.